# Жугай, Невен
Невен Жугай (хорв. Neven Žugaj, р.19 апреля 1983) — хорватский борец греко-римского стиля, призёр чемпионатов мира. Брат-близнец другого известного хорватского борца — Ненада Жугая.
Родился в 1983 году в Загребе. В 2005 году стал бронзовым призёром чемпионата Европы. В 2009 году завоевал бронзовую медаль Средиземноморских игр. В 2011 году стал бронзовым призёром чемпионата мира. В 2012 году принял участие в Олимпийских играх в Лондоне, но там занял лишь 10-е место. В 2013 году завоевал серебряную медаль Средиземноморских игр. В 2014 году стал серебряным призёром чемпионата мира.